# Sunda (Königreich)

Karte des historischen Sunda-Königreichs

Das Königreich Sunda (indonesisch Kerajaan Sunda) war ein historischer Staat im westlichen Teil der Insel Java im heutigen Indonesien.
Entstanden ist das hinduistische Reich aus dem Zerfall des Königreiches Tarumanagar im Jahr 670. Das Königreich bestand, nach einem zeitweiligen Zusammenschluss zum Vereinigten Königreich Surda und Galuh, bis zu seinem Zerfall im Jahr 1579 und erstreckte sich über den gesamten Westen der Insel, von der Sunda-Meeresenge im äußersten Westen bis zu den Flüssen Cipamali und Ciseray im Osten Westjavas. Heute entspricht dieses Gebiet in etwa den indonesischen Provinzen Banten, Jawa Barat und dem westlichen Teil von Jawa Tengah.
Der einzige erhaltene hinduistische Tempel in Westjava ist der Candi Cangkuang aus dem 9. Jahrhundert. Er steht 14 Kilometer nördlich von Garut auf einer kleinen Insel in einem See.
1522 hatte man ein Bündnis mit den Portugiesen geschlossen. Als Symbol errichtete der Seefahrer Henrique Leme den Lusitanisch-Sundanesischen Padrão, der heute im Indonesischen Nationalmuseum zu sehen ist. Der von Portugal geplante Handelsposten in Sunda Kelapa wurde aber aufgrund der muslimischen Angriffe trotz mehrerer Versuche nie verwirklicht.